# 李耀康訴華藝酒店供應有限公司案
《李耀康訴華藝酒店供應有限公司》（英語：Lee Yiu Hong v Well-In Hotel Supplies Company Limited），是一宗由香港高等法院審理的標誌性案件，該案裁定勞資審裁處的司法管轄權並不涵蓋所有僱傭糾紛，例如侵權申索是超出該處的管轄範圍。

## 背景
原告人李耀康於被告華藝酒店供應有限公司（下稱華藝）擔任銷售總監，並於2018年離職。李於同年入稟勞資審裁處追討華藝欠付的佣金，審裁處就欠薪一事裁定僱員勝訴，並勒令僱主儘快支付僱員的訟費
。
然而，華藝於2020年申請上訴，理由是審裁處沒有履行其法定職責，即未有調查或考慮僱主一方提出的爭論點，包括僱員違反其忠誠及誠信責任以及僱員不得干擾僱主的業務。華藝指控李曾未經授權棄置公司的重要文件、沒有歸還載有商業機密資料的電腦、在離職後不久便獲委任為僱主競爭對手的公司董事，以及作為銷售總監能接觸到其他員工並不知情的機密資料。審裁處處理案件時僅將以上的爭論點視為背景資料，未有在裁決中予以充分考慮而取消或減少被告的賠償金額。華藝認為審裁處判決有誤，因此提出上訴。

## 裁決
原訟庭最終駁回被告華藝的上訴申請，理由是上述爭論點所引起的申索不屬勞資審裁處的管轄範圍，因此審裁處沒有作進一步調查的做法並無不妥，該處亦沒有責任將有關申索轉交其他法律機構處理。
該案清楚確立了勞資審裁處的司法管轄權範圍，僅為處理違反僱傭合約引起的金錢糾紛，但案件一旦牽涉侵權行為該處便不具有司法管轄權。僱員或僱主若要入稟處理同時基於合約和侵權的混合申索時應移交較高級的法院審理。